# Sceau de l'Oklahoma

Sceau de l'Oklahoma

Sceau de l'Oklahoma

Le grand sceau de l'Oklahoma est composé d'une étoile à cinq branches dans un cercle. Le centre de l'étoile contient le sceau du territoire de l'Oklahoma. Les cinq rayons tiennent les sceaux des Cinq Tribus Indiennes Civilisées : les Cherokee, Chickasaw, Choctaw, Creek et Séminole. Autour de la grande étoile on voit 45 petites étoiles, représentant les 45 États des États-Unis qui existaient avant l'adhésion de l'Oklahoma.
La devise « Labor omnia vincit » figure au centre du sceau. 